# Міхеєв Михайло Макарович
Михайло Петрович Міхеєв (1 вересня 1911, Бійськ — 17 травня 1993, Новосибірськ) — російський радянський письменник і поет.

## Життєпис
Михайло Петрович Міхєєв народився 1 вересня 1911 року в місті Бійську. У 1930 році здобув середню технічну освіту, закінчивши Бийскую професійно-технічну школу і став інструктором-механіком автотракторного справи. Працював в Бійському зерносовховищі, потім на Бійському авторемонтному заводі, що обслуговує машини Чуйского тракту, стратегічної гірської дороги, єдиного тоді, шляху, що з'єднував СРСР з західною частиною сусідній Монголії. Серед перших його віршованих досвідів була створена пісня про Кольку Снєгірьова і його подругу Раю, згодом розійшлася по всій Сибіру, стала по-справжньому народною: «Є по Чуйскому тракту дорога...». Мотив цієї пісні використав у свій час його земляк Василь Шукшин у фільмі «Живе такий хлопець». У 2001 році за мотивами пісні знятий фільм «Їхали два шофери».
Згодом працював бригадиром по ремонту автомобільного електрообладнання, рентгенотехником в поліклініці .
У 1951 році надрукував свою першу книжку — вірші для дітей «Лісова майстерня», яка перевидавалася багато разів протягом тридцяти років. Потім вийшли повісті для школярів «Клуб ЮЭТ» (згодом перероблена і видана під новою назвою — «Президент піонерського клубу») і «Капітани 8-а», романи «Вірус В-13» і «Таємниця білої плями», очерковая повість «Дорога йде на перевал» про рідний і улюблений автором Алтаї. У Спілку письменників було прийнято тільки на початку 1960-х.
Фантастичні оповідання почав друкувати з 1968 року, коли вийшов збірник фантастичних оповідань «Яка чекає», «Далека від сонця», «Милі роботи».
У 1977 році Михайло Петрович став засновником літературного об'єднання «Клубу любителів фантастики» при Новосибірської письменницької організації і беззмінно керував ним до останніх днів життя. Об'єднання це сприяло створенню цілої школи сибірської фантастики та пригодницької літератури, появи доброго десятка професійних літераторів, розкиданих тепер по всій країні, а то й по світу.
У 1976 році він публікує детективну повість «Запах „Шипра“», першу частину детективної трилогії.
Повісті «Сочинський варіант» і «Пошук в темряві», які поряд з фантастичною повістю «Рік тисяча шістсот...» було останнім, що він встиг зробити в житті.
Помер Михайло Міхеєв 17 травня 1993 року в Новосибірську.
До 70-річчя утворення Новосибірській області в ході громадського обговорення мистецького проекту «Портретна галерея видатних діячів Новосибірської області» Михайло Міхеєв був включений в число 100 іменитих новосибірців, написаний новосибірським художником Вадимом Іванкіним портрет письменника розміщений у краєзнавчому музеї.
У 2011 році Новосибірський Міський Центр історії Новосибірської книги (ГЦИНК) спільно з АНО «Центр розвитку особистості "Світ на долоні"» провели серед школярів літературно-краєзнавчий конкурс «У світі книг Міхєєва», присвячений 100-річчю з дня народження поета і письменника.
Пошта Росії 1 вересня 2011 року проводила на Новосибірському Головпоштамті гасіння спеціальним штемпелем в пам'ять 100-річчя з дня народження Михайла Міхеєва.